# Prasinocyma prouti
Prasinocyma prouti är en fjärilsart som beskrevs av Debauche 1941. Prasinocyma prouti ingår i släktet Prasinocyma och familjen mätare. Inga underarter finns listade i Catalogue of Life.